# گوسوکو

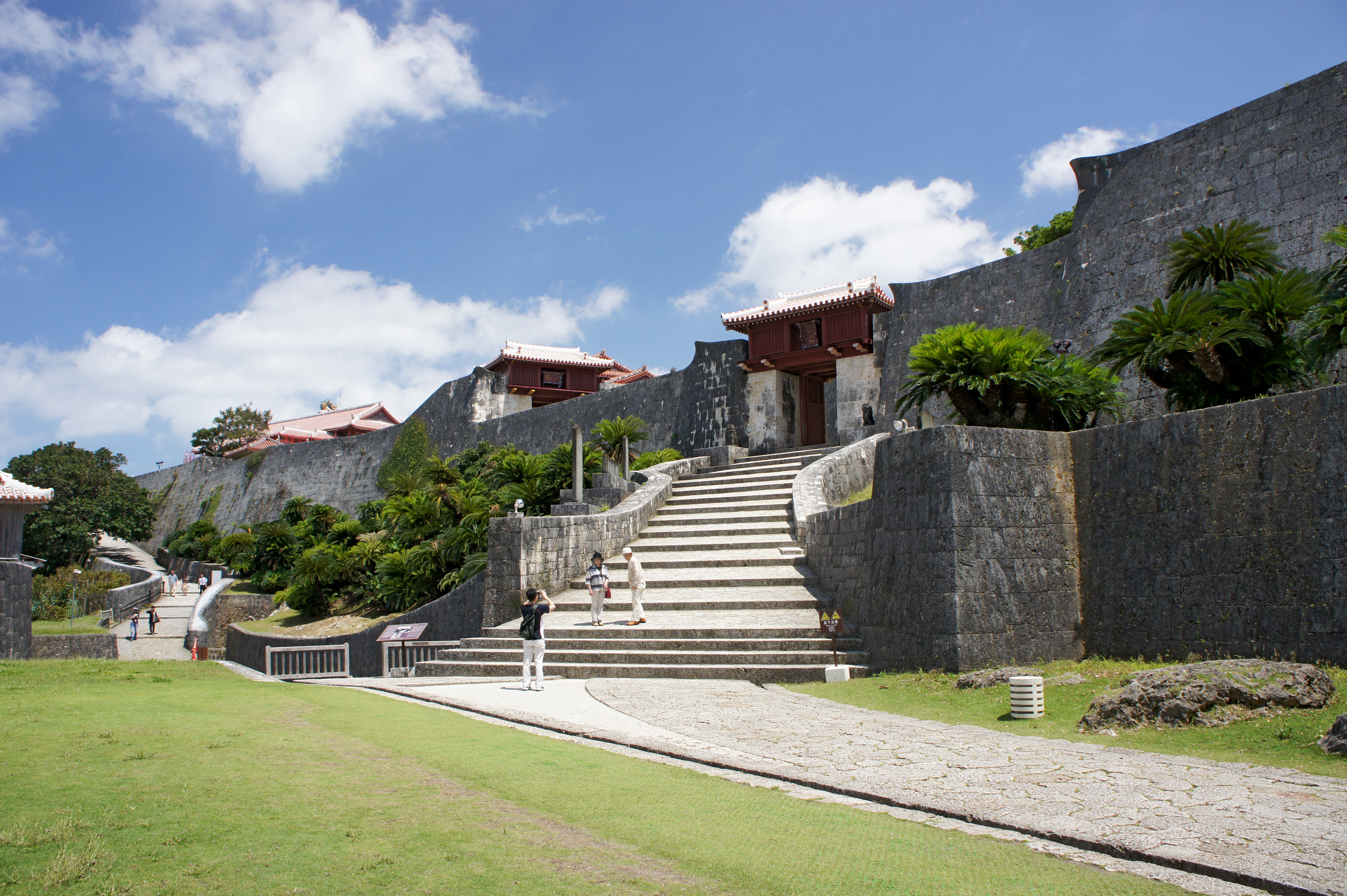

گوسوکو (به ژاپنی: グスク, 城 Gusuku) واژه ای است که به قلعه و استحکامات در جزایر ریوکیو اشاره دارد. گوسوکو دارای دیوارهای سنگی است. با این حال، منشأ و چگونگی گوسوکو همچنان بحث‌برانگیز است.